# Parafia Świętych Apostołów Piotra i Pawła w Bełcznej
Parafia pw. Świętych Apostołów Piotra i Pawła w Bełcznej – parafia rzymskokatolicka należąca do dekanatu Łobez, archidiecezji szczecińsko-kamieńskiej, metropolii szczecińsko-kamieńskiej. W parafii posługują księża archidiecezjalni. Według stanu na wrzesień 2018 proboszczem parafii był ks. Mieczysław Kupski. W 2023 r. proboszczem parafii jest ks. Jacek Szunejko.  

## Miejsca święte

### Kościół parafialny
Kościół Świętych Apostołów Piotra i Pawła w Bełcznej

### Kościoły filialne i kaplice
- Kościół w Przemysławiu[1]
- Kościół Imienia Maryi w Worowie[1]